# Abram Comingo

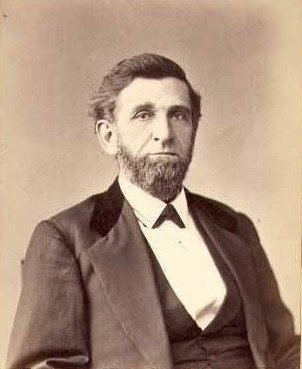
Abram Comingo

Abram Comingo (* 9. Januar 1820 in Harrodsburg, Kentucky; † 10. November 1889 in Kansas City, Missouri) war ein US-amerikanischer Politiker. Zwischen 1871 und 1875 vertrat er den Bundesstaat Missouri im US-Repräsentantenhaus.

## Werdegang
Abram Comingo besuchte die öffentlichen Schulen seiner Heimat und danach das Centre College in Danville. Nach einem anschließenden Jurastudium und seiner 1847 erfolgten Zulassung als Rechtsanwalt begann er ab 1848 in Independence (Missouri) in diesem Beruf zu arbeiten. Politisch war Comingo Mitglied der Demokratischen Partei. Im Jahr 1861 war er Delegierter auf der Versammlung, auf der der Verbleib des Staates Missouri in der Union beschlossen wurde. 1863 wurde Comingo Provost Marshal im sechsten Bezirk von Missouri; ab 1868 fungierte er als Leiter des Grundbuchamts (Register of Deeds) im Jackson County.
Bei den Kongresswahlen des Jahres 1870 wurde Comingo im fünften Wahlbezirk von Missouri in das US-Repräsentantenhaus in Washington, D.C. gewählt, wo er am 4. März 1871 die Nachfolge von Robert T. Van Horn antrat. Nach einer Wiederwahl konnte er bis zum 3. März 1875 zwei Legislaturperioden im Kongress absolvieren. Seit 1873 vertrat er dort als Nachfolger von James G. Blair den achten Distrikt seines Staates.
1874 verzichtete Comingo auf eine erneute Kandidatur. Nach seinem Ausscheiden aus dem US-Repräsentantenhaus praktizierte er wieder als Anwalt in Independence. Im Jahr 1876 wurde er von Präsident Ulysses S. Grant zum Mitglied einer Verhandlungskommission mit den Sioux ernannt. Dabei ging es um Landfragen im Dakota-Territorium. Im Jahr 1881 zog Abram Comingo nach Kansas City, wo er seinen Ruhestand verbrachte. Dort ist er am 10. November 1889 auch verstorben.